# Fellegara
Fellegara is een plaats (frazione) in de Italiaanse gemeente Scandiano, provincie Reggio Emilia, en telt ongeveer 500 inwoners.